# Edme Marie Cadoux
Edme Marie Cadoux fue un arquitecto escultor francés, nacido el año 1853 en Blacy y fallecido el 1939 en Thizy. Sus obras están firmadas como Marie Cadoux.